# 利尻號列車

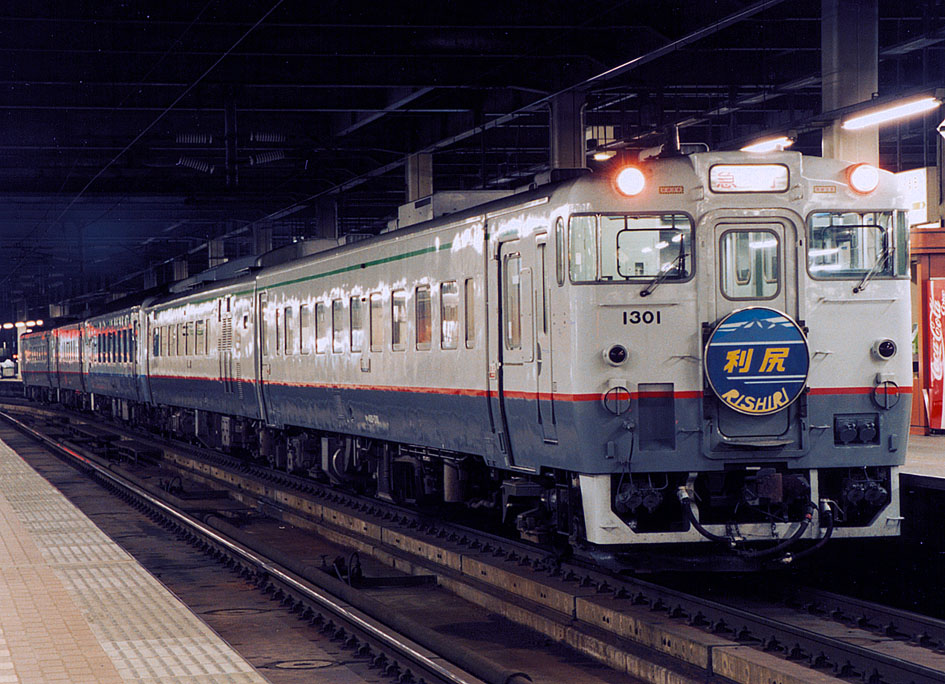
在札幌站的急行「利尻」

利尻是北海道旅客鐵道（JR北海道）經函館本線及宗谷本線往返札幌與稚內的夜行特急列車班次的名稱。

## 概要
「利尻」最初出現於1958年10月，當時是夜行準急列車，行走於札幌站與稚内站之間。1966年3月昇格為急行列車。1968年10月，日本國鐵將行走旭川站與稚内站之間的黃昏急行列車「禮文」併入為「利尻」班次，改稱為「利尻」1號，而原本在晚上行走的班次則改稱為「利尻」2號。直至1970年10月，兩班列車才再次分折和獨立命名。
2000年3月，「利尻」再昇格為特急列車，與「超級宗谷」和「佐呂別」三種列車服務北海道道央與道北地區。2006年3月的時間表修正中，「利尻」被降格為臨時列車，只在夏季行走，同年6月改稱為特急「花旅利尻」。由於持續乘客減少的原故，最終在2008年4月，JR北海道宣布停駛此列車。換而言之，最後一班「花旅利尻」其實早在2007年9月30日開出了。。
列車名稱是來自位於稚内市西方的利尻島。

## 停駛前運行概況
2006年，JR北海道將「利尻」降格為只在夏季臨時列車，並且改名為「花旅利尻」（日文：はなたび利尻）6月、9月
只在星期五、星期六與假日行走；7月及8月則每日行走。下行往稚內需時約6小時41分鐘，而上行往札幌則約為7小時55分鐘。乘客可於稚內站下車後，步行前往稚內港碼頭乘搭渡輪前往利尻島/禮文島或前樺太大泊郡（即現時俄羅斯薩哈林州科爾薩科夫）。
隨著前往稚内市、利尻島與禮文島的觀光客減少，而且又受更方便的夜行高速巴士的競爭，令到「花旅利尻」的客量不太理想，再加上夏季開往稚內機場的航班較多，價錢亦和火車票相差不遠，都是令「花旅利尻」號難再經營的原因。

### 停車站
札幌站 - 江別站 - 岩見澤站 - 美唄站 - 砂川站 - 瀧川站 - 深川站 - 旭川站 - 和寒站 - 士別站 - 名寄站 - 美深站 - 音威子府站 - 天鹽中川站 - 幌延站 - 豐富站 - 南稚内站 - 稚内站
※在定期列車的時代，列車是會停江別站、美唄站與砂川站。

### 使用列車、編成圖
有關鐵路客車，是使用Kiha183系柴油動車組，為「佐呂別」與「利尻」列車專用的列車，只有極小數情況下才不使用這些車廂。指定席車廂（1・2號車）座位間距為1,040mm，而自由席車廂（4號車）座位間距為940mm。
此外，整列車卡中包含一輛特別的Kiha183系柴油動車組，此車廂（增21號車）只限座敷，只限在6月至8月提供服務，乘搭此車卡時需另外購買一張特急券，名為「利尻座敷」，發售的區間只限札幌站 - 南稚内站、稚内站之間。
在寢車方面，便使用14系客車運行。
此外，在指定席、B寢台中會設有女性専用席。

### 擔當車長區
上下行都是由旭川車長所的員工駕駛列車。

## 與其他交通工具競爭
- 特急濱茄号（銀嶺巴士）
- 特急稚內号（宗谷巴士）

## 歷史
- 1958年（昭和33年）10月1日：札幌站與稚内站之間，經過函館本線與宗谷本線的夜行準急「利尻」（りしり）開始運行。
- 1966年（昭和41年）3月5日：準急列車的制度改變，此列車升級至急行列車。
- 1966年（昭和41年）10月1日：列車使用車廂由Maronero38形（頭等寢車與頭等座位的車廂）改為Orohane10形（頭等寢車與2等寢車的車廂）。Maronero38形全面停用。
- 1968年（昭和43年）10月1日：行走旭川站與稚內站之間的黃昏急行列車「禮文」列入「利尻」班次。之後，在黃昏行走的是「利尻」1號（使用車輛為Kiha56系柴油動車組），而本身的列車被編為「利尻」2號。
- 1970年（昭和45年）10月1日：旭川站與稚內站之間的黃昏急行列車「利尻」1號分開為黃昏急行列車「禮文」。「禮文」列車再次運行。
- 1977年（昭和52年）11月1日：取消使用Orohane10形（A寢台與B寝台的車廂）。之後，便列車便沒有A寢台列車。
- 1982年（昭和57年）11月15日：加入14系客車行走。為最初的座席車。在1983年（昭和58年）4月25日，使用14系來作寢車。並加入綠車作連結。
- 1991年（平成3年）3月16日：寢車與客車合併，開始使用「Kiha40系柴油動車組」營運。之後，柴油動車組與客車使一同行駛。下行列車會在旭川站與最後的一卡分離，而上行則在旭川站在車卡尾中增多一卡。
- 1996年（平成8年）7月－8月：深川站與旭川站之間進行隧道工程（減低軌道的高度），往稚内的下行列車瀧川站 - 旭川站之間會使用根室本線及富良野線作繞道。通過來往深川站的利用者需使用巴士替代服務。往札幌的上行列車就不變，但是由於隧道工程的作業時間要得到確保，在旭川站停車時間便需加長，最後到達札幌站的時間便延遲30分鐘。
- 2000年（平成12年）3月11日：座席車輛改變為使用Kiha183系柴油動車組，並升級至特急列車。
- 2000年（平成12年）6月：在6月至8月期間限定的座敷列車（Kiha183系6000番台）開始使用。
- 2002年（平成14年）6月28日：開始使用寢台特急列車「北斗星」的車輛，以「北斗星利尻」的名稱來運行。此外，由於稚内站的關係，列車只可到達南稚内站。
- 2006年（平成18年）
  - 3月18日：在時間表修正後成為臨時列車。
  - 6月1日：臨時特急「花旅利尻」開始營運。列車不停江別站、美唄站、砂川站，所要時間便縮短。
- 2007年（平成19年）9月30日：在稚内出發的一班「花旅利尻」後，宗谷本線的夜行列車事實已經停駛。
- 2008年（平成20年）4月18日：JR北海道宣布列車停駛[1]。

## 備註
1. 1 2  道内夜行特急列車の運転終了についてPDF - 北海道旅客鉄道プレスリリース 2008年4月18日